# Gostków
Gostków je vesnice na jihu Polska nacházející se severně od města Kamienna Góra. Zastavěná část má podlouhlý charakter. Ve vsi se nachází kostel svaté Barbory a ruina evengelického kostela. Na východním okraji na kopci je větrný mlýn.

## Galerie

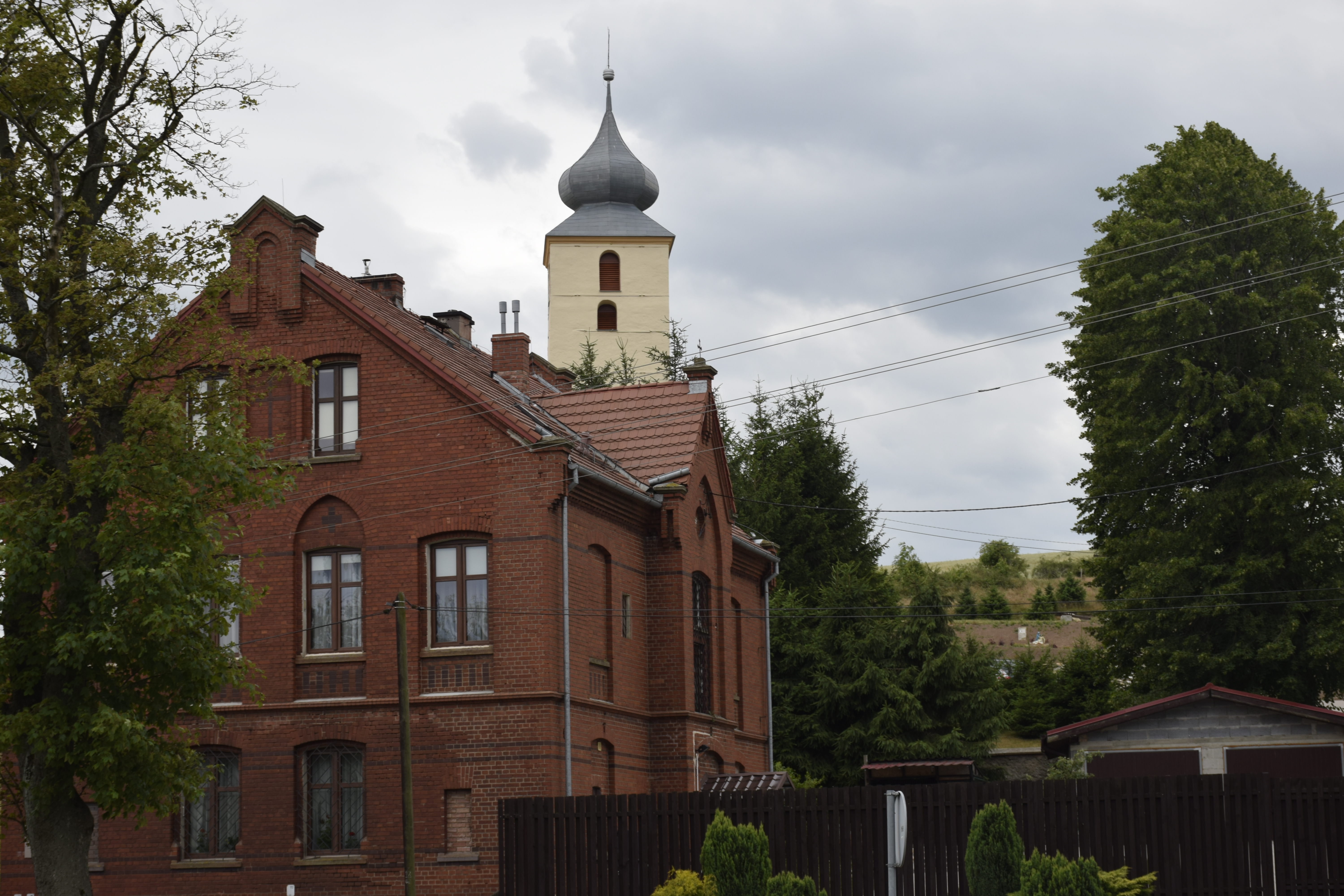
Cihlový dům
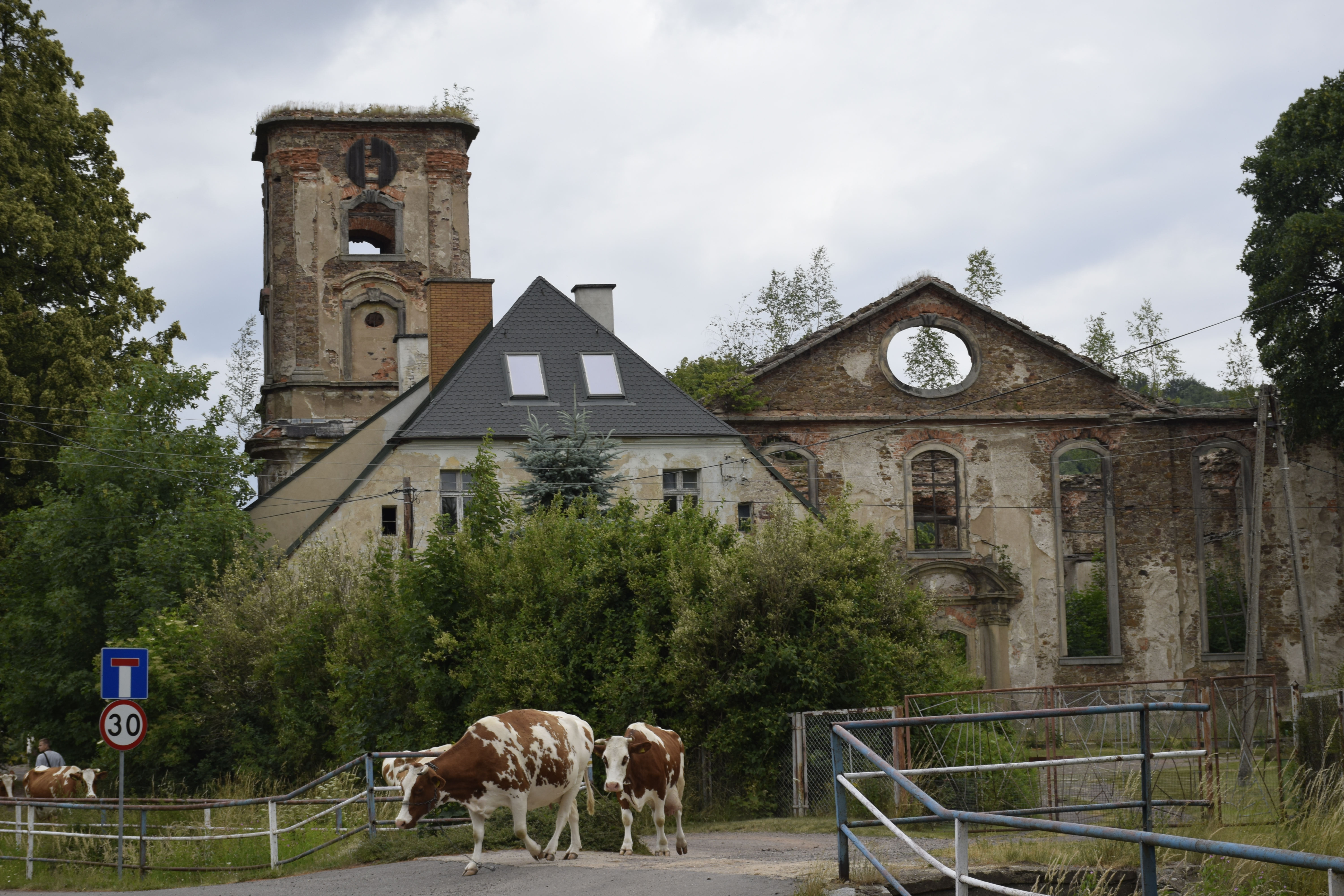
Ruiny evengelického kostela
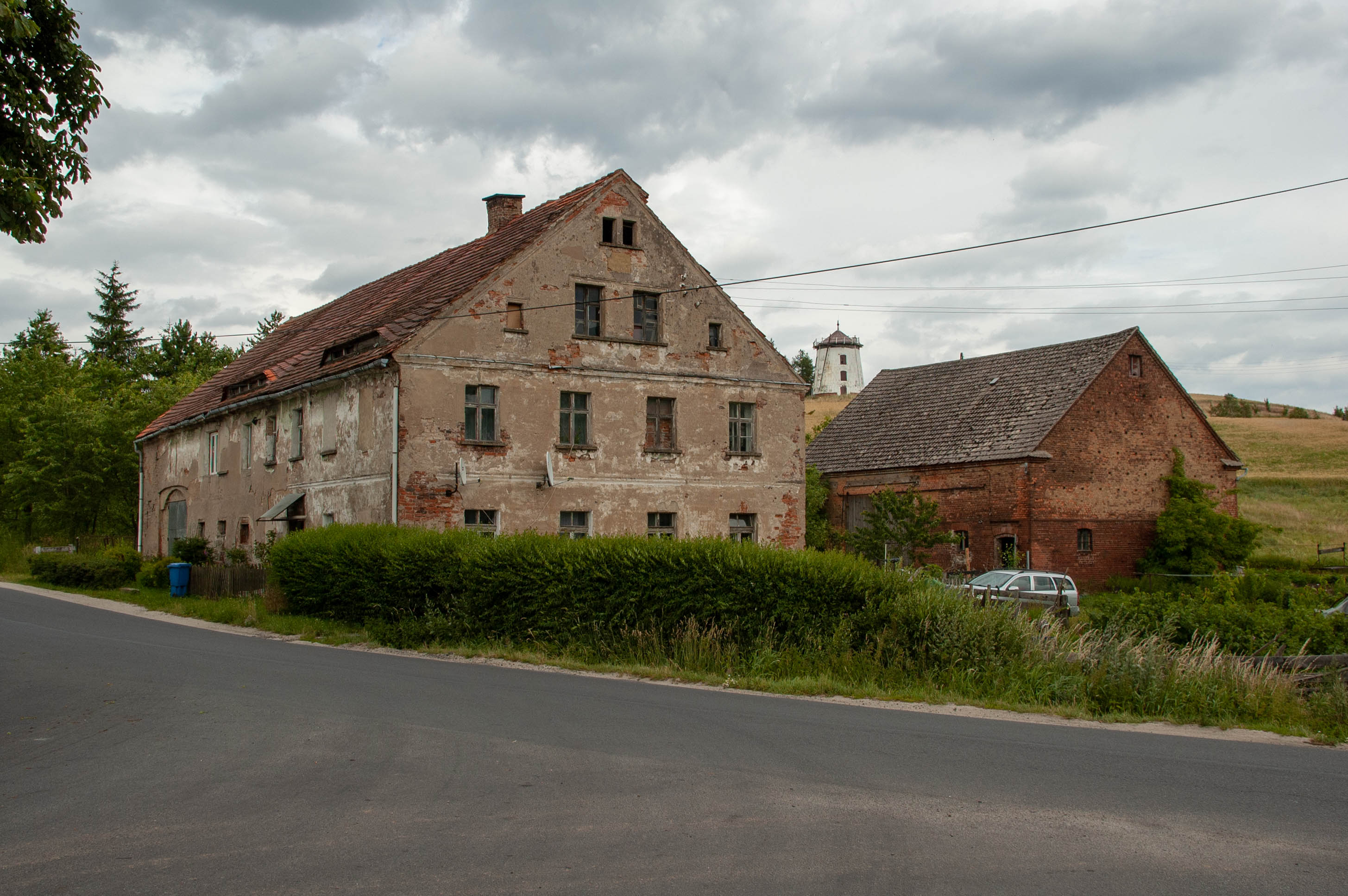
Domy, za nimi větrný mlýn
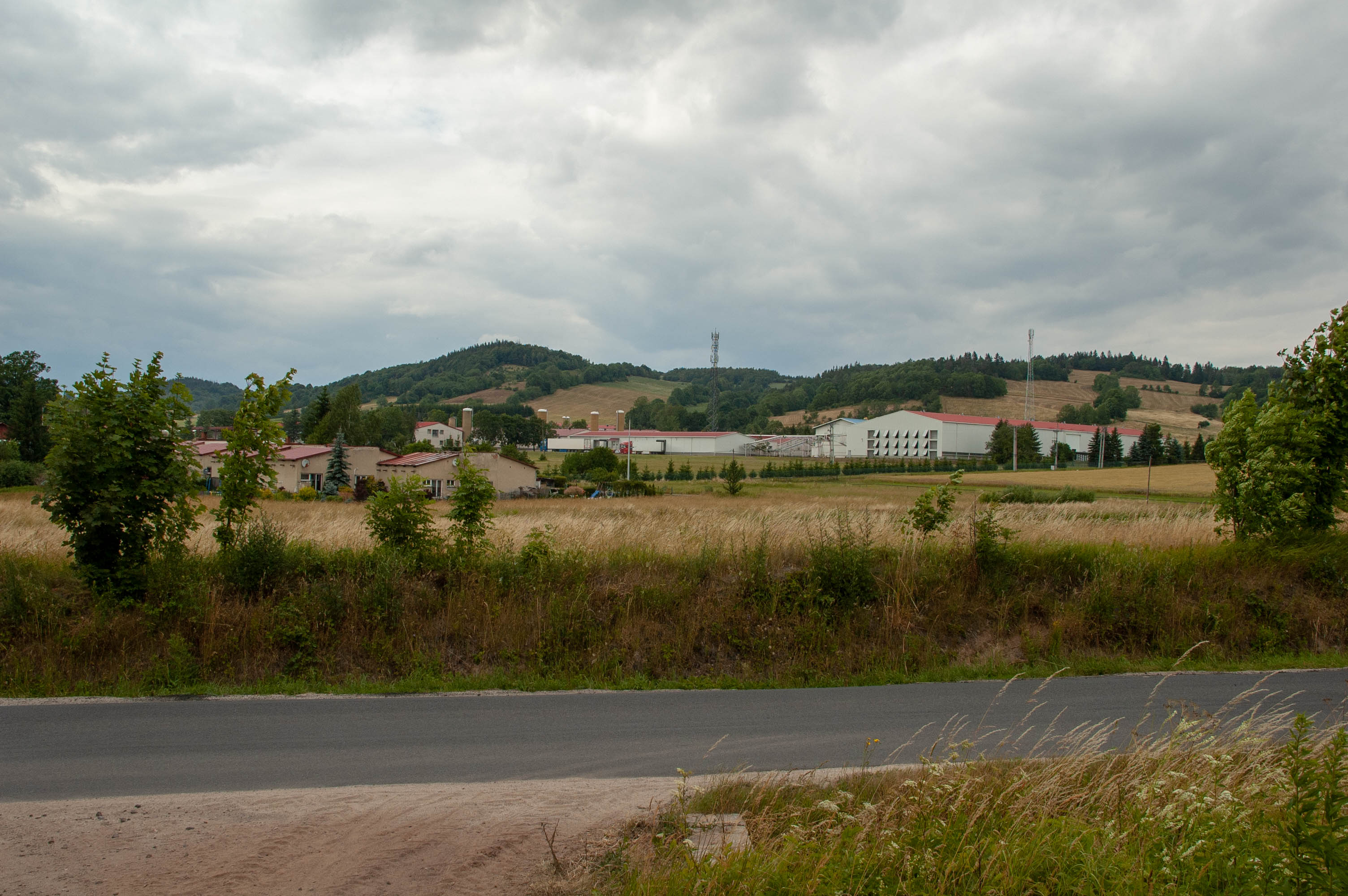
Fabrika na okraji vsi
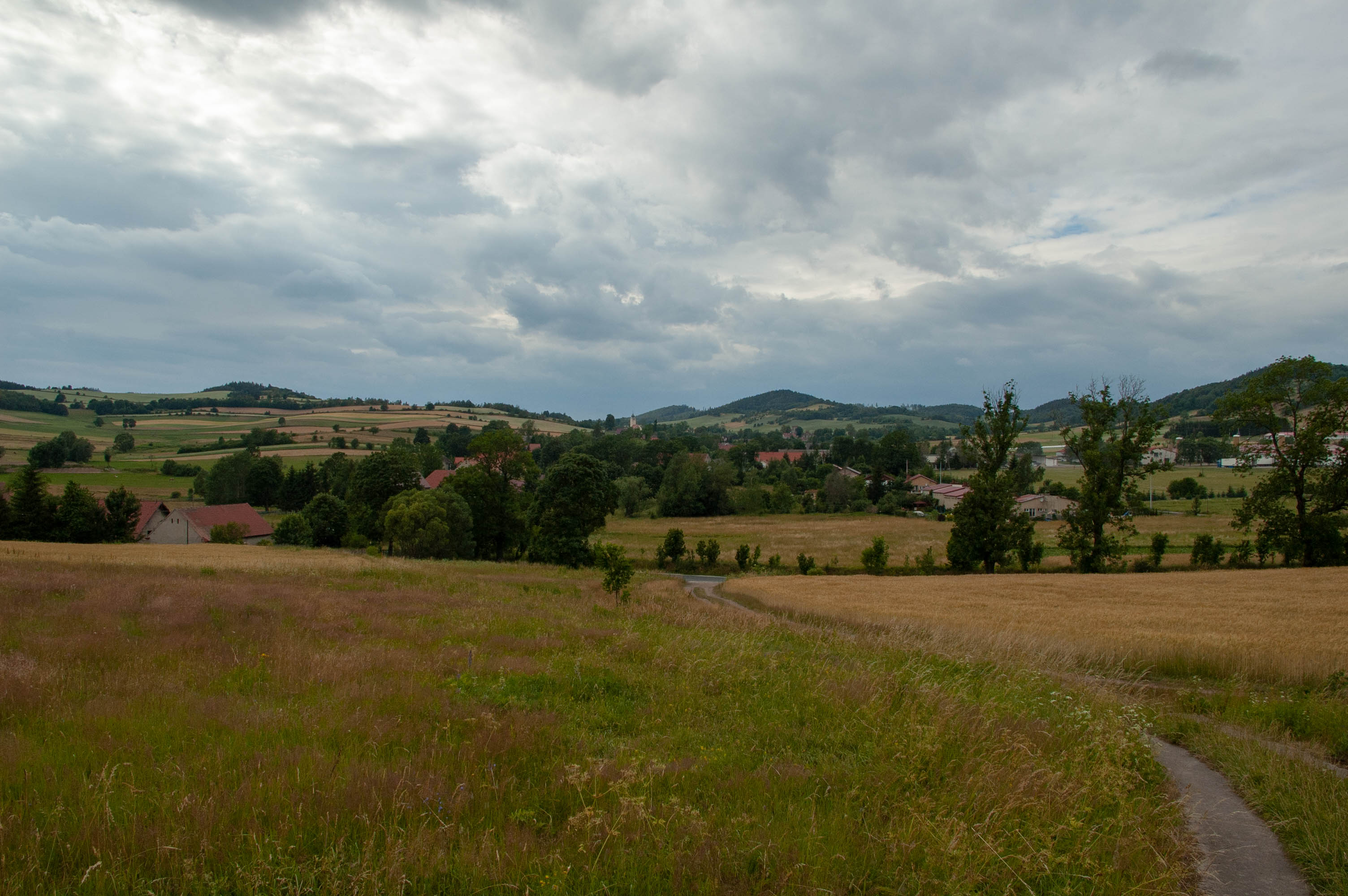
Celkový pohled na ves
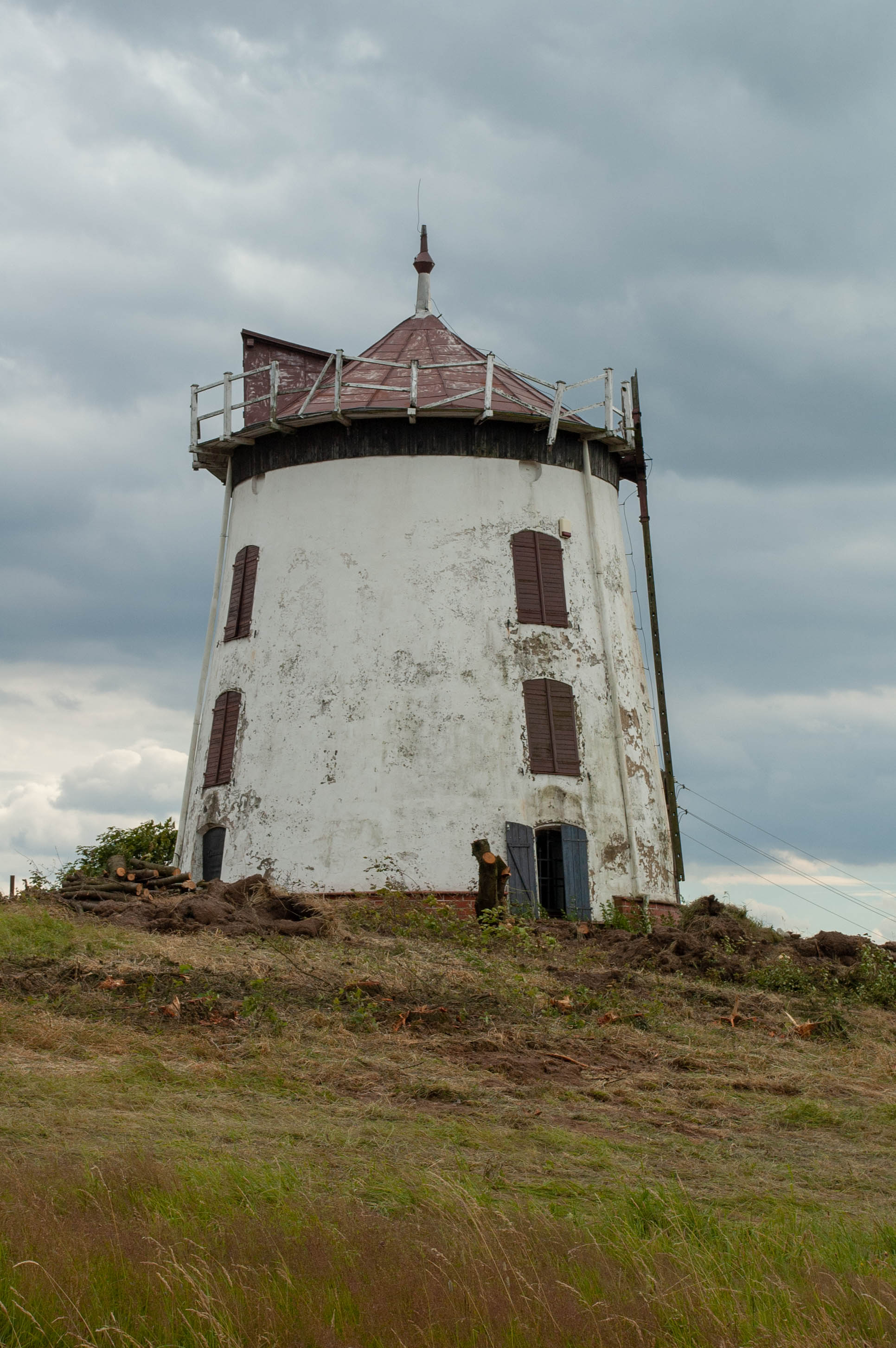
Větrný mlýn